# Liga Premier de Armenia 2019-20
La Liga Premier de Armenia 2019-20 fue la edición número 28 de la Liga Premier de Armenia. La temporada comenzó el 2 de agosto de 2019 y terminó el 14 de julio de 2020. Ararat-Armenia es el campeón defensor.
El 14 de julio de 2020, el Ararat-Armenia derrotó por 2-0 al Noah en la última fecha, consiguiendo así el segundo título de su historia.

## Sistema de competición
Los diez equipos participantes jugaron entre sí todos contra todos dos veces totalizando 18 partidos cada uno, al término de la fecha 18 los seis primeros clasificados pasaron a integrar el Grupo campeonato, mientras que los 4 últimos integraron el Grupo descenso.
En el grupo campeonato los seis clubes se volvieron a enfrentar entre sí, dos veces, totalizando 28 partidos cada uno, al término, el primer clasificado se coronó campeón y clasificó a la primera ronda de la Liga de Campeones 2020-21, mientras que el segundo y el tercer clasificado obtuvieron un cupo para la primera ronda de la Liga Europa 2020-21.
En el grupo descenso los cuatro clubes se volvieron a enfrentar entre sí, dos veces, totalizando 24 partidos cada uno, al término el último clasificado descendió a la Primera Liga de Armenia 2020-21
Un tercer cupo para la primera ronda de la Liga Europa 2020-21 se asignará al campeón de la Copa de Armenia.

## Equipos participantes
| Equipo         | Ciudad   | Entrenador          | Estadio                        | Capacidad |
| -------------- | -------- | ------------------- | ------------------------------ | --------- |
| Alashkert      | Ereván   | Yegishe Melikyan    | Alashkert Stadium              | 6.850     |
| Ararat         | Ereván   | Gagik Simonyan      | Estadio Republicano            | 14.403    |
| Ararat-Armenia | Ereván   | Vardan Minasyan     | Estadio de la Academia Avan    | 1.428     |
| Ereván         | Ereván   |                     | Academia de fútbol de Vanadzor | 880       |
| Gandzasar      | Kapan    | Armen Petrosyan     | Estadio de la Academia Avan    | 1.428     |
| Lori           | Vanadzor | Armen Sanamyan      | Academia de fútbol de Vanadzor | 880       |
| Noah           | Ereván   | Vadim Boreț         | Alashkert Stadium              | 6.850     |
| Pyunik         | Ereván   | Suren Chakhalyan    | Estadio Republicano            | 14.403    |
| Shirak         | Gyumri   | Vardan Bichakhchyan | Gyumri City Stadium            | 4.500     |
| Urartu         | Ereván   | Aleksandr Grigoryan | Banants Stadium                | 4.860     |

### Relevo de entrenadores
| Club      | Entrenador (Jornadas)                                                                  |
| --------- | -------------------------------------------------------------------------------------- |
| Alashkert | Abraham Khashmanyan (1-5) Armen Adamyan (6-25) Yegishe Melikyan (26-)                  |
| Ereván    | Nebojša Petrović (1-5) Georgi Ghazaryan (6-6) Vlad Goian (7-10) António Caldas (11-13) |
| Ararat    | Sergei Boyko (1-6) Gagik Simonyan (7-)                                                 |
| Pyunik    | Aleksandr Tarkhanov (1-12) Suren Chakhalyan (13-)                                      |
| Urartu    | Ilshat Faizulin (1-14) Aleksandr Grigoryan (15)                                        |
| Lori      | David Campaña Piquer (1-19) Armen Sanamyan (20-)                                       |

## Temporada Regular

### Tabla de posiciones
| Pos. | Equipo         | Pts. | PJ | G  | E | P  | GF | GC | Dif. | Clasificación 2019–20    |
| ---- | -------------- | ---- | -- | -- | - | -- | -- | -- | ---- | ------------------------ |
| 1    | Ararat-Armenia | 36   | 18 | 11 | 3 | 4  | 33 | 15 | +18  | Ronda por el campeonato  |
| 2    | Lori           | 32   | 18 | 9  | 5 | 4  | 28 | 19 | +9   | Ronda por el campeonato  |
| 3    | Alashkert      | 31   | 18 | 9  | 4 | 5  | 33 | 20 | +13  | Ronda por el campeonato  |
| 4    | Ararat         | 31   | 18 | 9  | 4 | 5  | 25 | 18 | +7   | Ronda por el campeonato  |
| 5    | Noah           | 30   | 18 | 9  | 3 | 6  | 25 | 19 | +6   | Ronda por el campeonato  |
| 6    | Shirak         | 28   | 18 | 8  | 4 | 6  | 25 | 18 | +7   | Ronda por el campeonato  |
| 7    | Pyunik         | 23   | 18 | 7  | 2 | 9  | 35 | 36 | −1   | Ronda por la permanencia |
| 8    | Urartu         | 23   | 18 | 6  | 5 | 7  | 22 | 24 | −2   | Ronda por la permanencia |
| 9    | Gandzasar      | 18   | 18 | 4  | 6 | 8  | 20 | 25 | −5   | Ronda por la permanencia |
| 10   | Ereván         | 0    | 18 | 0  | 0 | 18 | 11 | 62 | −51  | Retirado                 |

Actualizado a los partidos jugados el 25 de mayo de 2020.
 Fuente: Soccerway
Notas:
1. ↑  Ereván se retiró de la liga, los partidos que le faltaban por jugar serán dado por perdidos por 0-3'"`UNIQ--ref-00000007-QINU`"'

### Resultados cruzados
Los clubes jugarán entre sí en dos ocasiones para un total de 18 partidos cada uno.
| Local \ Visitante | ALA | ARA | FCA | ERE | GAN | LOR | NOA | PYU | SHI | URA |
| ----------------- | --- | --- | --- | --- | --- | --- | --- | --- | --- | --- |
| Alashkert         | —   | 1–1 | 2–1 | 5–1 | 2–0 | 0–1 | 0–1 | 1–1 | 1–2 | 2–1 |
| Ararat            | 1–1 | —   | 0–3 | 1–0 | 1–1 | 0–0 | 1–0 | 4–2 | 2–1 | 1–0 |
| Ararat-Armenia    | 2–0 | 1–0 | —   | 7–2 | 3–1 | 0–0 | 3–1 | 3–1 | 1–0 | 0–0 |
| Ereván            | 0–3 | 1–3 | 1–2 | —   | 0–3 | 0–1 | 0–2 | 2–8 | 1–4 | 0–1 |
| Gandzasar         | 2–2 | 0–1 | 2–1 | 2–0 | —   | 1–1 | 1–1 | 1–2 | 1–0 | 2–4 |
| Lori              | 2–1 | 1–4 | 2–0 | 8–0 | 2–1 | —   | 1–0 | 2–2 | 0–0 | 2–1 |
| Noah              | 1–2 | 2–0 | 1–2 | 3–1 | 2–1 | 3–1 | —   | 4–2 | 0–0 | 2–0 |
| Pyunik            | 0–3 | 1–4 | 0–3 | 4–1 | 2–0 | 3–1 | 1–2 | —   | 1–0 | 1–2 |
| Shirak            | 1–3 | 2–1 | 1–0 | 2–1 | 0–0 | 1–2 | 3–0 | 3–1 | —   | 3–1 |
| Urartu            | 2–4 | 1–0 | 1–1 | 3–0 | 1–1 | 2–0 | 0–0 | 0–3 | 2–2 | —   |

## Ronda por el campeonato

### Tabla de posiciones
| Pos. | Equipo             | Pts. | PJ | G  | E  | P  | GF | GC | Dif. | Clasificación 2020–21                 |
| ---- | ------------------ | ---- | -- | -- | -- | -- | -- | -- | ---- | ------------------------------------- |
| 1    | Ararat-Armenia (C) | 52   | 28 | 15 | 7  | 6  | 45 | 23 | +22  | Primera ronda de la Liga de Campeones |
| 2    | Noah               | 48   | 28 | 14 | 6  | 8  | 37 | 27 | +10  | Primera ronda de la Liga Europa       |
| 3    | Alashkert          | 47   | 28 | 14 | 5  | 9  | 51 | 31 | +20  | Primera ronda de la Liga Europa       |
| 4    | Shirak             | 46   | 28 | 13 | 7  | 8  | 40 | 30 | +10  | Primera ronda de la Liga Europa       |
| 5    | Lori               | 40   | 27 | 10 | 10 | 7  | 35 | 33 | +2   |                                       |
| 6    | Ararat             | 33   | 27 | 9  | 6  | 12 | 31 | 36 | −5   |                                       |

Actualizado a los partidos jugados el 14 de julio de 2020.
 Fuente: Soccerway

### Resultados cruzados
Los clubes jugarán entre sí en dos ocasiones para un total de 10 partidos cada uno.
| Local \ Visitante | ALA | ARA | FCA | LOR | NOA | SHI |
| ----------------- | --- | --- | --- | --- | --- | --- |
| Alashkert         | —   | 2–1 | 1–2 | 5–1 | 0–1 | 1–2 |
| Ararat            | 1–3 | —   | 0–1 | 1–1 | 0–0 | 1–4 |
| Ararat-Armenia    | 0–0 | 4–2 | —   | 0–0 | 2–0 | 1–1 |
| Lori              | 0–2 | —   | 2–1 | —   | 2–2 | 1–1 |
| Noah              | 1–0 | 1–0 | 1–1 | 2–1 | —   | 4–0 |
| Shirak            | 2–4 | 2–0 | 1–0 | 0–0 | 2–0 | —   |

| 1. |

## Ronda por la permanencia

### Tabla de posiciones
| Pos. | Equipo    | Pts. | PJ | G | E | P  | GF | GC | Dif. |
| ---- | --------- | ---- | -- | - | - | -- | -- | -- | ---- |
| 1    | Urartu    | 30   | 22 | 8 | 6 | 8  | 26 | 27 | −1   |
| 2    | Pyunik    | 26   | 22 | 8 | 2 | 12 | 39 | 42 | −3   |
| 3    | Gandzasar | 25   | 22 | 6 | 7 | 9  | 25 | 29 | −4   |

Actualizado a los partidos jugados el 1 de julio de 2020.
 Fuente: Soccerway

### Resultados cruzados
| Local \ Visitante | GAN | PYU | URA |
| ----------------- | --- | --- | --- |
| Gandzasar         | —   | 1–0 | 1–1 |
| Pyunik            | 2–3 | —   | 1–2 |
| Urartu            | 1–0 | 0–1 | —   |

## Goleadores
| Pos. | Jugador            | Club           | Goles |
| ---- | ------------------ | -------------- | ----- |
| 1    | Mory Kone          | Shirak         | 23    |
| 2    | Jonel Désiré       | Lori           | 12    |
| 3    | Aleksandar Glišić  | Alashkert      | 11    |
| 3    | Maksim Mayrovich   | Noah           | 11    |
| 5    | Denis Mahmudov     | Pyunik         | 9     |
| 5    | Mailson Lima       | Ararat-Armenia | 9     |
| 5    | Gustavo Marmentini | Alashkert      | 9     |
| 8    | Vladimir Azarov    | Noah           | 8     |
| 8    | Thiago Galvão      | Alashkert      | 8     |
| 10   | Yevgeni Kobzar     | Urartu         | 7     |